# 浦添郵便局
浦添郵便局（うらそえゆうびんきょく）は沖縄県浦添市にある郵便局。民営化前の分類では集配普通郵便局であった。

## 概要
住所：〒901-2199 沖縄県浦添市仲間3-3-1

## 沿革
- 1903年（明治36年）12月10日 - 屋富祖（やふそ）郵便受取所として開設[1]。
- 1905年（明治38年）4月1日 - 屋富祖郵便局（三等）となる。
- 1906年（明治39年）1月1日 - 首里屋富祖（しゅりやふそ）郵便局に改称。
- 1907年（明治40年）7月16日 - 浦添郵便局に改称。
- 1945年（昭和20年） - 沖縄が、米軍統治下に入る。
- 1972年（昭和47年）5月15日 - 沖縄返還に伴い、郵政省沖縄郵政管理事務所管轄の集配特定郵便局である浦添郵便局として設置[2]。
- 1976年（昭和51年）7月1日 - 特定郵便局から普通郵便局に局種別改定。
- 1992年（平成4年）8月3日 - 外国通貨の両替および旅行小切手の売買に関する業務取扱を開始。
- 1993年（平成5年）11月1日 - 浦添市屋富祖から同市仲間に移転。
- 2000年（平成12年）9月2日 - 浦添西原簡易郵便局の廃止に伴い、取扱事務を承継。
- 2006年（平成18年）9月11日 - 西原郵便局から「903-01xx」区域の集配業務を移管[3]。
- 2007年（平成19年）10月1日 - 民営化に伴い、併設された郵便事業浦添支店に一部業務を移管。
- 2012年（平成24年）10月1日 - 日本郵便株式会社発足に伴い、郵便事業浦添支店を浦添郵便局に統合。

## 取扱内容
- 郵便、印紙、ゆうパック、内容証明
- 貯金、為替、振替、振込、国際送金、外貨両替・トラベラーズチェック、国債、投資信託
- 生命保険、バイク自賠責保険、自動車保険、がん保険、引受条件緩和型医療保険
- ゆうちょ銀行ATM
- 「901-21xx」区域（浦添市内全域）および「903-01xx」区域（中頭郡西原町内全域）の集配業務
- ゆうゆう窓口

## 周辺
- 浦添市役所
- 浦添市立浦添中学校
- 浦添市立浦添小学校
- 浦添城跡
- 沖縄県立浦添工業高等学校
- 国道330号

## アクセス
- 浦添小学校前バス停（琉球バス交通）下車、徒歩1分
- 沖縄自動車道 西原ICから南西へ約3km
- 駐車場あり：37台